# Đường cao tốc Seosan–Yeongdeok
Đường cao tốc Seosan–Yeongdeok (tiếng Hàn: 서산영덕고속도로; Hanja: 瑞山盈德高速道路; Romaja: Seosan–Yeongdeok Gosokdoro) là đường cao tốc ở Hàn Quốc có số tuyến là 30 bắt đầu ở Seosan-si, Chungcheongnam-do và kết thúc ở Yeongdeok-gun, Gyeongsangbuk-do.

## Lịch sử
- 28 tháng 11 năm 2007: Đoạn Cheongwon JC ~ Nakdong JC thông xe dài 79,4 km[2]
- 27 tháng 8 năm 2009: Mở Magoksa IC[3]
- 18 tháng 12 năm 2009: Bắt đầu xây dựng Nakdong JC ~ Yeongdeok IC dài 107,6 km[4]
- 23 tháng 12 năm 2009: Mở N.Yuseong IC[5]
- 28 tháng 12 năm 2010: Đoạn dài 278,65 km từ Dangjin JC đến Yeongdeok IC được chỉ định là Đường cao tốc Dangjin–Yeongdeok[6]
- 28 tháng 6 năm 2012: Khởi công xây dựng Nakdong JC ~ Sangju JC
- 1 tháng 7 năm 2012: E.Gongju IC và N.Yuseong IC đổi tên thành E.Sejong IC và S.Sejong IC [7]
- tháng 12 năm 2014: Cheongwon JC đổi thành Cheongju JC, Đường cao tốc Cheongwon–Sangju đổi thành Đường cao tốc Cheongju–Sangju
- 23 tháng 12 năm 2016: Đoạn Nakdong JC ~ Yeongdeok IC dự kiến sẽ thông xe, nhưng đã bị hoãn lại đến 00:00 ngày 26 tháng 12 do một số vấn đề[8]
- 26 tháng 12 năm 2016: Thông xe đoạn Nakdong JC ~ Yeongdeok IC dài 111,7 km[9]
- 22 tháng 10 năm 2021: Munmun IC đổi tên thành Munui-Cheongnamdae IC[10]
- 14 tháng 2 năm 2022: Đường cao tốc Dangjin–Yeongdeok (Tuyến Dangjin ~ Yeongdeok)' được đổi tên thành Đường cao tốc Seosan–Yeongdeok.[11]
- 27 tháng 11 năm 2023: Khởi công xây dựng đoạn Seosan ~ Dangjin[12]

## Chi tiết tuyến đường

### Số làn đường
- Dangjin JC ~ Hoedeok JC (Yuseong JC ~ Hoedeok JC trùng với Tuyến nhánh Đường cao tốc Honam), Cheongju JC ~ Nakdong IC, Sangju JC ~ Yeongdeok IC: Khứ hồi 4 làn xe
- Nakdong JC ~ Sangju JC (Đoạn đi trùng với Đường cao tốc Sangju–Yeongcheon): Khứ hồi 6 làn xe
- Hoedeok JC ~ Cheongju JC (Đoạn đi trùng với Đường cao tốc Gyeongbu) : Khứ hồi 8 làn xe

### Tổng chiều dài
- 330.8 km

### Tốc độ giới hạn
- Dangjin JC ~ Yuseong JC, Cheongju JC ~ Nakdong JC: Tối đa 110 km/h, tối thiểu 50 km/h
- Đoạn đi trùng với Tuyến nhánh Đường cao tốc Honam và Đường cao tốc Gyeongbu, Nakdong JC ~ Yeongdeok IC: Tối đa 100 km/h, tối thiểu 50 km/h

### Đường hầm
Đoạn Dangjin ~ Daejeon
| Tên hầm      | Vị trí                                                 | Chiều dài | Năm hoàn thành | Ghi chú            |
| ------------ | ------------------------------------------------------ | --------- | -------------- | ------------------ |
| Hầm Daeheung | Daeheung-myeon, Yesan-gun, Chungcheongnam-do           | 556m      | 2009           | Hướng đi Yeongdeok |
| Hầm Daeheung | Daeheung-myeon, Yesan-gun, Chungcheongnam-do           | 562m      | 2009           | Hướng đi Seosan    |
| Hầm Chadong  | Sinyang-myeon, Yesan-gun, Chungcheongnam-do            | 363m      | 2009           | Hướng đi Yeongdeok |
| Hầm Chadong  | Yugu-eup, Gongju-si, Chungcheongnam-do                 | 315m      | 2009           | Hướng đi Seosan    |
| Hầm Sinyeong | Yugu-eup, Gongju-si, Chungcheongnam-do                 | 686m      | 2009           | Hướng đi Yeongdeok |
| Hầm Sinyeong | Yugu-eup, Gongju-si, Chungcheongnam-do                 | 680m      | 2009           | Hướng đi Seosan    |
| Hầm Hwaheung | Yugu-eup · Sinpung-myeon, Gongju-si, Chungcheongnam-do | 305m      | 2009           | Hướng đi Yeongdeok |
| Hầm Hwaheung | Yugu-eup · Sinpung-myeon, Gongju-si, Chungcheongnam-do | 305m      | 2009           | Hướng đi Seosan    |
| Hầm Haewol   | Sagok-myeon, Gongju-si, Chungcheongnam-do              | 492m      | 2009           | Hướng đi Yeongdeok |
| Hầm Haewol   | Sagok-myeon, Gongju-si, Chungcheongnam-do              | 440m      | 2009           | Hướng đi Seosan    |
| Hầm Hogye    | Sagok-myeon, Gongju-si, Chungcheongnam-do              | 562m      | 2009           | Hướng đi Yeongdeok |
| Hầm Hogye    | Sagok-myeon, Gongju-si, Chungcheongnam-do              | 550m      | 2009           | Hướng đi Seosan    |
| Hầm Yuseong  | Noeun-dong, Yuseong-gu, Daejeon                        | 315m      | 2009           | Hướng đi Yeongdeok |
| Hầm Yuseong  | Noeun-dong, Yuseong-gu, Daejeon                        | 315m      | 2009           | Hướng đi Seosan    |

Đoạn Cheongju ~ Sangju
| Tên hầm         | Vị trí                                                            | Chiều dài | Năm hoàn thành | Ghi chú            |
| --------------- | ----------------------------------------------------------------- | --------- | -------------- | ------------------ |
| Hầm Munui 1     | Magu-ri, Munui-myeon, Sangdang-gu, Cheongju-si, Chungcheongbuk-do | 536m      | 2007           | Hướng đi Yeongdeok |
| Hầm Munui 1     | Magu-ri, Munui-myeon, Sangdang-gu, Cheongju-si, Chungcheongbuk-do | 451m      | 2007           | Hướng đi Seosan    |
| Hầm Munui 2     | Magu-ri, Munui-myeon, Sangdang-gu, Cheongju-si, Chungcheongbuk-do | 220m      | 2007           | Hướng đi Yeongdeok |
| Hầm Munui 2     | Magu-ri, Munui-myeon, Sangdang-gu, Cheongju-si, Chungcheongbuk-do | 120m      | 2007           | Hướng đi Seosan    |
| Hầm Pibanryeong | Magu-ri, Munui-myeon, Sangdang-gu, Cheongju-si, Chungcheongbuk-do | 1,952m    | 2007           | Hướng đi Yeongdeok |
| Hầm Pibanryeong | Odong-ri, Hoein-myeon, Boeun-gun, Chungcheongbuk-do               | 2,014m    | 2007           | Hướng đi Seosan    |
| Hầm Hoein       | Geoncheon-ri, Hoein-myeon, Boeun-gun, Chungcheongbuk-do           | 220m      | 2007           | Hướng đi Yeongdeok |
| Hầm Hoein       | Geoncheon-ri, Hoein-myeon, Boeun-gun, Chungcheongbuk-do           | 215m      | 2007           | Hướng đi Seosan    |
| Hầm Suriti      | Geoncheon-ri, Hoein-myeon, Boeun-gun, Chungcheongbuk-do           | 903m      | 2007           | Hướng đi Yeongdeok |
| Hầm Suriti      | Chajeong-ri, Suhan-myeon, Boeun-gun, Chungcheongbuk-do            | 825m      | 2007           | Hướng đi Seosan    |
| Hầm Suhan       | Gyoam-ri, Suhan-myeon, Boeun-gun, Chungcheongbuk-do               | 214m      | 2007           |                    |
| Hầm Tanbu       | Goseung-ri, Tanbu-myeon, Boeun-gun, Chungcheongbuk-do             | 220m      | 2007           |                    |
| Hầm Hwaseo 1    | Sinbong-ri, Hwaseo-myeon, Sangju-si, Chungcheongbuk-do            | 225m      | 2007           |                    |
| Hầm Hwaseo 2    | Sanggok-ri, Hwaseo-myeon, Sangju-si, Chungcheongbuk-do            | 128m      | 2007           |                    |
| Hầm Naeseo 1    | Gogok-ri, Naeseo-myeon, Sangju-si, Chungcheongbuk-do              | 131m      | 2007           |                    |
| Hầm Naeseo 2    | Gogok-ri, Naeseo-myeon, Sangju-si, Chungcheongbuk-do              | 470m      | 2007           | Hướng đi Yeongdeok |
| Hầm Naeseo 2    | Gogok-ri, Naeseo-myeon, Sangju-si, Chungcheongbuk-do              | 418m      | 2007           | Hướng đi Seosan    |
| Hầm Naeseo 3    | Neungam-ri, Naeseo-myeon, Sangju-si, Chungcheongbuk-do            | 500m      | 2007           | Hướng đi Yeongdeok |
| Hầm Naeseo 3    | Neungam-ri, Naeseo-myeon, Sangju-si, Chungcheongbuk-do            | 520m      | 2007           | Hướng đi Seosan    |
| Hầm Naeseo 4    | Jisa-ri, Oenam-myeon, Sangju-si, Chungcheongbuk-do                | 1,335m    | 2007           | Hướng đi Yeongdeok |
| Hầm Naeseo 4    | Jisa-ri, Oenam-myeon, Sangju-si, Chungcheongbuk-do                | 1,370m    | 2007           | Hướng đi Seosan    |

Đoạn Sangju ~ Yeongdeok
| Tên hầm        | Vị trí                                                       | Chiều dài | Năm hoàn thành | Ghi chú            |
| -------------- | ------------------------------------------------------------ | --------- | -------------- | ------------------ |
| Hầm Nagaksan   | Nakdong-ri, Nakdong-myeon, Sangju-si, Gyeongsangbuk-do       | 240m      | 2016           |                    |
| Hầm Danmil 1   | Saengsong-ri, Danmil-myeon, Uiseong-gun, Gyeongsangbuk-do    | 373m      | 2016           | Hướng đi Seosan    |
| Hầm Danmil 1   | Saengsong-ri, Danmil-myeon, Uiseong-gun, Gyeongsangbuk-do    | 393m      | 2016           | Hướng đi Yeongdeok |
| Hầm Danmil 2   | Saengsong-ri, Danmil-myeon, Uiseong-gun, Gyeongsangbuk-do    | 421m      | 2016           | Hướng đi Seosan    |
| Hầm Danmil 2   | Saengsong-ri, Danmil-myeon, Uiseong-gun, Gyeongsangbuk-do    | 434m      | 2016           | Hướng đi Yeongdeok |
| Hầm Danmil 3   | Saengsong-ri, Danmil-myeon, Uiseong-gun, Gyeongsangbuk-do    | 470m      | 2016           | Hướng đi Seosan    |
| Hầm Danmil 3   | Saengsong-ri, Danmil-myeon, Uiseong-gun, Gyeongsangbuk-do    | 491m      | 2016           | Hướng đi Yeongdeok |
| Hầm Danmil 4   | Saengsong-ri, Danmil-myeon, Uiseong-gun, Gyeongsangbuk-do    | 312m      | 2016           | Hướng đi Seosan    |
| Hầm Danmil 4   | Saengsong-ri, Danmil-myeon, Uiseong-gun, Gyeongsangbuk-do    | 350m      | 2016           | Hướng đi Yeongdeok |
| Hầm Ansa 1     | Jungha-ri, Ansa-myeon, Uiseong-gun, Gyeongsangbuk-do         | 870m      | 2016           | Hướng đi Seosan    |
| Hầm Ansa 1     | Jungha-ri, Ansa-myeon, Uiseong-gun, Gyeongsangbuk-do         | 830m      | 2016           | Hướng đi Yeongdeok |
| Hầm Ansa 2     | Jungha-ri, Ansa-myeon, Uiseong-gun, Gyeongsangbuk-do         | 1,474m    | 2016           | Hướng đi Seosan    |
| Hầm Ansa 2     | Geumgok-ri, Anpyeong-myeon, Uiseong-gun, Gyeongsangbuk-do    | 1,467m    | 2016           | Hướng đi Yeongdeok |
| Hầm Anpyeong 1 | Samchun-ri, Anpyeong-myeon, Uiseong-gun, Gyeongsangbuk-do    | 2,643m    | 2016           | Hướng đi Seosan    |
| Hầm Anpyeong 1 | Samchun-ri, Anpyeong-myeon, Uiseong-gun, Gyeongsangbuk-do    | 2,654m    | 2016           | Hướng đi Yeongdeok |
| Hầm Anpyeong 2 | Samchun-ri, Anpyeong-myeon, Uiseong-gun, Gyeongsangbuk-do    | 395m      | 2016           | Hướng đi Seosan    |
| Hầm Anpyeong 2 | Samchun-ri, Anpyeong-myeon, Uiseong-gun, Gyeongsangbuk-do    | 402m      | 2016           | Hướng đi Yeongdeok |
| Hầm Anpyeong 3 | Samchun-ri, Anpyeong-myeon, Uiseong-gun, Gyeongsangbuk-do    | 1,470m    | 2016           | Hướng đi Seosan    |
| Hầm Anpyeong 3 | Pyeongpal-ri, Iljik-myeon, Andong-si, Gyeongsangbuk-do       | 1,420m    | 2016           | Hướng đi Yeongdeok |
| Hầm Danchon 1  | Sechon-ri, Danchon-myeon, Uiseong-gun, Gyeongsangbuk-do      | 800m      | 2016           | Hướng đi Seosan    |
| Hầm Danchon 1  | Sechon-ri, Danchon-myeon, Uiseong-gun, Gyeongsangbuk-do      | 718m      | 2016           | Hướng đi Yeongdeok |
| Hầm Danchon 2  | Gwandeok-ri, Danchon-myeon, Uiseong-gun, Gyeongsangbuk-do    | 227m      | 2016           | Hướng đi Seosan    |
| Hầm Danchon 2  | Gwandeok-ri, Danchon-myeon, Uiseong-gun, Gyeongsangbuk-do    | 206m      | 2016           | Hướng đi Yeongdeok |
| Hầm Danchon 3  | Byeongbang-ri, Danchon-myeon, Uiseong-gun, Gyeongsangbuk-do  | 267m      | 2016           | Hướng đi Seosan    |
| Hầm Danchon 3  | Byeongbang-ri, Danchon-myeon, Uiseong-gun, Gyeongsangbuk-do  | 262m      | 2016           | Hướng đi Yeongdeok |
| Hầm Danchon 4  | Byeongbang-ri, Danchon-myeon, Uiseong-gun, Gyeongsangbuk-do  | 1,815m    | 2016           | Hướng đi Seosan    |
| Hầm Danchon 4  | Seonson-ri, Jeomgok-myeon, Uiseong-gun, Gyeongsangbuk-do     | 1,763m    | 2016           | Hướng đi Yeongdeok |
| Hầm Oksan      | Singye-ri, Oksan-myeon, Uiseong-gun, Gyeongsangbuk-do        | 680m      | 2016           | Hướng đi Seosan    |
| Hầm Oksan      | Hyeonha-ri, Gilan-myeon, Andong-si, Gyeongsangbuk-do         | 671m      | 2016           | Hướng đi Yeongdeok |
| Hầm Gilan 1    | Maneum-ri, Gilan-myeon, Andong-si, Gyeongsangbuk-do          | 368m      | 2016           | Hướng đi Seosan    |
| Hầm Gilan 1    | Maneum-ri, Gilan-myeon, Andong-si, Gyeongsangbuk-do          | 398m      | 2016           | Hướng đi Yeongdeok |
| Hầm Gilan 2    | Mukgye-ri, Gilan-myeon, Andong-si, Gyeongsangbuk-do          | 757m      | 2016           | Hướng đi Seosan    |
| Hầm Gilan 2    | Mukgye-ri, Gilan-myeon, Andong-si, Gyeongsangbuk-do          | 797m      | 2016           | Hướng đi Yeongdeok |
| Hầm Gilan 3    | Baebang-ri, Gilan-myeon, Andong-si, Gyeongsangbuk-do         | 1,220m    | 2016           | Hướng đi Seosan    |
| Hầm Gilan 3    | Baebang-ri, Gilan-myeon, Andong-si, Gyeongsangbuk-do         | 1,237m    | 2016           | Hướng đi Yeongdeok |
| Hầm Gilan 4    | Baebang-ri, Gilan-myeon, Andong-si, Gyeongsangbuk-do         | 613m      | 2016           | Hướng đi Seosan    |
| Hầm Gilan 4    | Baebang-ri, Gilan-myeon, Andong-si, Gyeongsangbuk-do         | 658m      | 2016           | Hướng đi Yeongdeok |
| Hầm Sailsan    | Jigyeong-ri, Pacheon-myeon, Cheongsong-gun, Gyeongsangbuk-do | 2,487m    | 2016           | Hướng đi Seosan    |
| Hầm Sailsan    | Jigyeong-ri, Pacheon-myeon, Cheongsong-gun, Gyeongsangbuk-do | 2,562m    | 2016           | Hướng đi Yeongdeok |
| Hầm Pacheon 1  | Gwan-ri, Pacheon-myeon, Cheongsong-gun, Gyeongsangbuk-do     | 781m      | 2016           | Hướng đi Seosan    |
| Hầm Pacheon 1  | Gwan-ri, Pacheon-myeon, Cheongsong-gun, Gyeongsangbuk-do     | 912m      | 2016           | Hướng đi Yeongdeok |
| Hầm Pacheon 2  | Ongjeom-ri, Pacheon-myeon, Cheongsong-gun, Gyeongsangbuk-do  | 920m      | 2016           | Hướng đi Seosan    |
| Hầm Pacheon 2  | Ongjeom-ri, Pacheon-myeon, Cheongsong-gun, Gyeongsangbuk-do  | 876m      | 2016           | Hướng đi Yeongdeok |
| Hầm Pacheon 3  | Ongjeom-ri, Pacheon-myeon, Cheongsong-gun, Gyeongsangbuk-do  | 939m      | 2016           | Hướng đi Seosan    |
| Hầm Pacheon 3  | Ongjeom-ri, Pacheon-myeon, Cheongsong-gun, Gyeongsangbuk-do  | 945m      | 2016           | Hướng đi Yeongdeok |
| Hầm Jinbo      | Sinchon-ri, Jinbo-myeon, Cheongsong-gun, Gyeongsangbuk-do    | 1,961m    | 2016           | Hướng đi Seosan    |
| Hầm Jinbo      | Sinchon-ri, Jinbo-myeon, Cheongsong-gun, Gyeongsangbuk-do    | 1,872m    | 2016           | Hướng đi Yeongdeok |
| Hầm Jipum 1    | Goejeong-ri, Jinbo-myeon, Cheongsong-gun, Gyeongsangbuk-do   | 981m      | 2016           | Hướng đi Seosan    |
| Hầm Jipum 1    | Goejeong-ri, Jinbo-myeon, Cheongsong-gun, Gyeongsangbuk-do   | 985m      | 2016           | Hướng đi Yeongdeok |
| Hầm Jipum 2    | Jipum-ri, Jipum-myeon, Yeongdeok-gun, Gyeongsangbuk-do       | 700m      | 2016           |                    |
| Hầm Jipum 3    | Jipum-ri, Jipum-myeon, Yeongdeok-gun, Gyeongsangbuk-do       | 632m      | 2016           | Hướng đi Seosan    |
| Hầm Jipum 3    | Jipum-ri, Jipum-myeon, Yeongdeok-gun, Gyeongsangbuk-do       | 624m      | 2016           | Hướng đi Yeongdeok |
| Hầm Jipum 4    | Bokgok-ri, Jipum-myeon, Yeongdeok-gun, Gyeongsangbuk-do      | 362m      | 2016           | Hướng đi Seosan    |
| Hầm Jipum 4    | Bokgok-ri, Jipum-myeon, Yeongdeok-gun, Gyeongsangbuk-do      | 352m      | 2016           | Hướng đi Yeongdeok |
| Hầm Jipum 5    | Suam-ri, Jipum-myeon, Yeongdeok-gun, Gyeongsangbuk-do        | 67m       | 2016           | Hướng đi Yeongdeok |
| Hầm Jipum 6    | Nakpyeong-ri, Jipum-myeon, Yeongdeok-gun, Gyeongsangbuk-do   | 1,193m    | 2016           | Hướng đi Seosan    |
| Hầm Jipum 6    | Nakpyeong-ri, Jipum-myeon, Yeongdeok-gun, Gyeongsangbuk-do   | 1,140m    | 2016           | Hướng đi Yeongdeok |
| Hầm Jipum 7    | Songcheon-ri, Jipum-myeon, Yeongdeok-gun, Gyeongsangbuk-do   | 145m      | 2016           | Hướng đi Seosan    |
| Hầm Jipum 7    | Songcheon-ri, Jipum-myeon, Yeongdeok-gun, Gyeongsangbuk-do   | 174m      | 2016           | Hướng đi Yeongdeok |
| Hầm Jipum 8    | Songcheon-ri, Jipum-myeon, Yeongdeok-gun, Gyeongsangbuk-do   | 83m       | 2016           | Hướng đi Seosan    |
| Hầm Jipum 8    | Songcheon-ri, Jipum-myeon, Yeongdeok-gun, Gyeongsangbuk-do   | 121m      | 2016           | Hướng đi Yeongdeok |
| Hầm Jipum 9    | Songcheon-ri, Jipum-myeon, Yeongdeok-gun, Gyeongsangbuk-do   | 323m      | 2016           | Hướng đi Seosan    |
| Hầm Jipum 9    | Songcheon-ri, Jipum-myeon, Yeongdeok-gun, Gyeongsangbuk-do   | 339m      | 2016           | Hướng đi Yeongdeok |
| Hầm Jipum 10   | Yongdeok-ri, Jipum-myeon, Yeongdeok-gun, Gyeongsangbuk-do    | 423m      | 2016           | Hướng đi Seosan    |
| Hầm Jipum 10   | Yongdeok-ri, Jipum-myeon, Yeongdeok-gun, Gyeongsangbuk-do    | 403m      | 2016           | Hướng đi Yeongdeok |
| Hầm Dalsan 1   | Yongdeok-ri, Jipum-myeon, Yeongdeok-gun, Gyeongsangbuk-do    | 727m      | 2016           | Hướng đi Seosan    |
| Hầm Dalsan 1   | Ingok-ri, Dalsan-myeon, Yeongdeok-gun, Gyeongsangbuk-do      | 753m      | 2016           | Hướng đi Yeongdeok |
| Hầm Dalsan 2   | Daeji-ri, Dalsan-myeon, Yeongdeok-gun, Gyeongsangbuk-do      | 1,624m    | 2016           | Hướng đi Seosan    |
| Hầm Dalsan 2   | Daeji-ri, Dalsan-myeon, Yeongdeok-gun, Gyeongsangbuk-do      | 1,612m    | 2016           | Hướng đi Yeongdeok |
| Hầm Dalsan 3   | Daeji-ri, Dalsan-myeon, Yeongdeok-gun, Gyeongsangbuk-do      | 1,370m    | 2016           | Hướng đi Seosan    |
| Hầm Dalsan 3   | Daeji-ri, Dalsan-myeon, Yeongdeok-gun, Gyeongsangbuk-do      | 1,357m    | 2016           | Hướng đi Yeongdeok |
| Hầm Yeongdeok  | Heunggi-ri, Dalsan-myeon, Yeongdeok-gun, Gyeongsangbuk-do    | 2,860m    | 2016           | Hướng đi Seosan    |
| Hầm Yeongdeok  | Sangjik-ri, Ganggu-myeon, Yeongdeok-gun, Gyeongsangbuk-do    | 2,813m    | 2016           | Hướng đi Yeongdeok |

### Cầu
| Đoạn Dangjin ~ Cheongju (Bao gồm cả đoạn đi trùng với Tuyến nhánh Đường cao tốc Honam, Đường cao tốc Gyeongbu) - Cầu Sagiso - Cầu Samung - Cầu Seongha 2 - Cầu Wondong 1 - Cầu Wondong 2 - Cầu Monggok - Cầu Jagae 2 - Cầu Godeok 2 - Cầu Godeok 3 - Cầu Daecheoncheon - Cầu Seokgok 1 - Cầu Yongri 1 - Cầu Yongri 2 - Cầu Sapgyocheon - Cầu Hapo - Cầu Buncheon 1 - Cầu Buncheon 2 - Cầu Buncheon 3 - Cầu Jwabang 1 - Cầu Jwabang 2 - Cầu Sinseokyuk - Cầu Wolgok - Cầu Sinjang 1 - Cầu Sinjang 2 - Cầu Sinjang 3 - Cầu Yesan - Cầu Sonji - Cầu Tanbang - Cầu Seogyeyang - Cầu Nokmun - Cầu Sinyang 1 - Cầu Sinyang 2 - Cầu Daedeok - Cầu Chadong 1 - Cầu Chadong 2 - Cầu Nokcheon 1 - Cầu Nokcheon 2 - Cầu Seungji - Cầu Yugu 1 - Cầu Yugu 2 - Cầu Hwaheung 1 - Cầu Hwaheung 2 - Cầu Hwaheung 3 - Cầu Haewol - Cầu Haewol 1 - Cầu Hogye - Cầu Saedeul - Cầu Hongcheon - Cầu Dongdae - Cầu Bangmun - Cầu Sangseo - Cầu Docheon 1 - Cầu Docheon 2 - Cầu Sinung - Cầu Gwisan - Cầu Jeongancheon - Cầu Cheongryong 1 - Cầu Cheongryong 2 - Cầu Habong 2 - Cầu Eunyong - Cầu Sanak 3 - Cầu Daegyocheon - Cầu Songwon - Cầu Geumgang (Dài 488m) - Cầu Yongsucheon - Cầu Ansan 1 - Cầu Ansan 2 - Cầu Yuseong - Cầu Hagi 1 - Cầu Hagi 2 - Cầu Hagi 3 - Cầu Tandong - Cầu Jangdong - Cầu vượt Seolmok - Cầu Hwaam - Cầu Gapcheon - Cầu Sangseo 1 - Cầu vượt Seokbong - Cầu Geumgang 1 - Cầu vượt Maebongcheol - Cầu vượt Maebong 1 - Cầu Seondong - Cầu Sidong - Cầu Jukjeon - Cầu Jukam - Cầu Nami - Cầu vượt Nami | Đoạn Cheongju ~ Yeongdeok (Bao gồm cả đoạn đi trùng với Đường cao tốc Sangju–Yeongcheon) - Cầu Cheoksan 2 - Cầu Cheoksan 3 - Cầu Cheogksan 4 - Cầu Namgye 1 - Cầu Namgye 2 - Cầu Namgye 3 - Cầu Gukjeon - Cầu Samhang 1 - Cầu Munui - Cầu Nohyeon - Cầu Yongchon - Cầu Hoein - Cầu Busu 1 - Cầu Busu 2 - Cầu Hoein (Dài 925m) - Cầu Geoncheon - Cầu Suriti - Cầu Chajeong - Cầu Dongjeong - Cầu Bocheong - Cầu Gyoam 1 - Cầu Gyoam 2 - Cầu Seongri - Cầu Sogye - Cầu Geumgul - Cầu Bocheongcheon - Cầu Sangjang 1 - Cầu Sangjang 2 - Cầu Samgacheon - Cầu Bongbi - Cầu Bulmok 1 - Cầu Sumun - Cầu Galpyeong - Cầu Gubyeongsan - Cầu Pyeongon - Cầu Sangreung - Cầu Geumsan - Cầu Dalcheon 1 - Cầu Dalcheon 2 - Cầu Dalcheon 3 - Cầu Jisan 1 - Cầu Jisan 2 - Cầu Hwaseo - Cầu Samgok - Cầu Seowon 1 - Cầu Seowon 2 - Cầu Seowon 3 - Cầu Seowon 4 - Cầu Gogok 1 - Cầu Gogok 2 - Cầu Naeseo 1 - Cầu Naeseo 2 - Cầu Neungam - Cầu Jisa - Cầu Gajang - Cầu Byeongseongcheon 1 - Cầu Byeongseongcheon 2 - Cầu Jicheon 2 - Cầu Jicheon 3 - Cầu Jicheon 4 - Cầu Unpyeong 1 - Cầu Unpyeong 2 - Cầu Seoje - Cầu Dodeok 1 - Cầu Dodeok 2 - Cầu Samchun 1 - Cầu Jangrimcheon - Cầu Gilancheon - Cầu Mukgye 1 - Cầu Yonggyecheon - Cầu Yongjeoncheon - Cầu Seosicheon - Cầu Jipum 2 - Cầu Osipcheon 1 - Cầu Osipcheon 2 - Cầu Yongdeokcheon - Cầu Soseocheon - Cầu Daeseocheon |

## Nút giao thông · Giao lộ
- IC: Nút giao thông, JC: Giao lộ, TG: Trạm thu phí, SA: Khu vực dịch vụ.
- Đơn vị đo khoảng cách là km.
- Đối với các đoạn trùng nhau, hãy tham khảo màu nền của trường số.
  - Màu xanh lam nhạt (■): Đi trùng với Tuyến nhánh Đường cao tốc Honam
  - Màu xanh lá cây nhạt (■): Đi trùng với Đường cao tốc Gyeongbu
  - Màu xanh da trời nhạt (■): Đi trùng với Đường cao tốc Sangju–Yeongcheon

| Số      | Tên                      | Tên                 | Khoảng cách | Tổng khoảng cách | Kết nối | Vị trí            | Vị trí         | Ghi chú                                               |
| Số      | Tiếng Anh                | Hangul              | Khoảng cách | Tổng khoảng cách | Kết nối | Vị trí            | Vị trí         | Ghi chú                                               |
| ------- | ------------------------ | ------------------- | ----------- | ---------------- | --- | ----------------- | -------------- | ----------------------------------------------------- |
|         | Bangok IS                | 반곡교차로          |             |                  | Quốc lộ 38 Quốc lộ 77 | Chungcheongnam-do | Seosan-si      | Đang xây dựng                                         |
|         | Daesan                   | 대산                |             |                  | | Chungcheongnam-do | Seosan-si      | Đang xây dựng                                         |
|         | Daehoji                  | 대호지              |             |                  | Tỉnh lộ 647 | Chungcheongnam-do | Dangjin-si     | Đang xây dựng                                         |
|         | Jeongmi                  | 정미                |             |                  | Quốc lộ 32 | Chungcheongnam-do | Dangjin-si     | Đang xây dựng                                         |
| 1       | Dangjin JC               | 당진 분기점         | -           | 0.00             | Đường cao tốc Seohaean | Chungcheongnam-do | Dangjin-si     |                                                       |
| 2       | Myeoncheon               | 면천                | 4.04        | 4.04             | Tỉnh lộ 70 (Myeoncheon-ro) Ami-ro | Chungcheongnam-do | Dangjin-si     |                                                       |
| SA      | Myeoncheon SA            | 면천휴게소          |             |                  | | Chungcheongnam-do | Dangjin-si     | Cả hai chiều                                          |
| 3       | Godeok                   | 고덕                | 8.66        | 12.70            | Quốc lộ 40 (Yedeok-ro) | Chungcheongnam-do | Yesan-gun      |                                                       |
| 4       | Yesan-Sudeoksa IC        | 예산수덕사          | 11.68       | 24.38            | Quốc lộ 21 (Chungseo-ro) | Chungcheongnam-do | Yesan-gun      |                                                       |
| SA      | Yesan SA                 | 예산휴게소          |             |                  | | Chungcheongnam-do | Yesan-gun      | Cả hai chiều                                          |
| 5       | Sinyang                  | 신양                | 12.51       | 36.89            | Tỉnh lộ 70 (Cheongsin-ro) | Chungcheongnam-do | Yesan-gun      |                                                       |
| 6       | Yugu                     | 유구                | 10.53       | 47.42            | Quốc lộ 39 (Geumgyesan-ro) | Chungcheongnam-do | Gongju-si      |                                                       |
| SA      | Sinpung SA               | 신풍휴게소          |             |                  | | Chungcheongnam-do | Gongju-si      | Cả hai chiều                                          |
| 7       | Magoksa                  | 마곡사              | 9.14        | 56.56            | Quốc lộ 32 (Chadong-ro) | Chungcheongnam-do | Gongju-si      | Chỉ được phép ra hướng Seosan và vào hướng Yeongdeok. |
| 8       | W.Gongju JC              | 서공주 분기점       | 3.79        | 60.35            | Đường cao tốc Seocheon–Gongju | Chungcheongnam-do | Gongju-si      |                                                       |
| 9       | Gongju JC                | 공주 분기점         | 2.67        | 63.02            | Đường cao tốc Nonsan–Cheonan | Chungcheongnam-do | Gongju-si      |                                                       |
| 10      | Gongju                   | 공주                | 2.87        | 65.89            | Đường cao tốc Nonsan–Cheonan Quốc lộ 23 (Charyeong-ro) Quốc lộ 32 (Geumbyeong-ro) Quốc lộ 36 (Chadong-ro·Charyeong-ro) Baekjekeun-gil | Chungcheongnam-do | Gongju-si      |                                                       |
| SA      | Gongju SA                | 공주휴게소          |             |                  | | Chungcheongnam-do | Gongju-si      | Cả hai chiều                                          |
|         | Sejong JC                | 세종 분기점         |             |                  | Đường cao tốc Sejong–Pocheon | Sejong            | Sejong         | Đang xây dựng                                         |
| 11      | W. Sejong                | 서세종              | 7.00        | 72.89            | Quốc lộ 36 (Janggi-ro) | Sejong            | Sejong         | Trước đây là E.Gongju IC                              |
| 12      | S.Sejong                 | 남세종              | 12.56       | 85.45            | Quốc lộ 1 (Sejong-ro) Bukyuseong-daero                                                                                                | Sejong            | Sejong         | Trước đây là N.Yuseong IC                             |
| 13      | Yuseong JC               | 유성 분기점         | 6.13        | 91.58            | Tuyến nhánh Đường cao tốc Honam | Daejeon           | Yuseong-gu     |                                                       |
|         | N.Daejeon                | 북대전              | 4.61        | 96.19            | Tỉnh lộ 32 (Daedeok-daero) Tỉnh lộ 57 (Daedeok-daero)                                                                                 | Daejeon           | Yuseong-gu     |                                                       |
|         | Hoedeok JC               | 회덕 분기점         | 3.61        | 99.80            | Đường cao tốc Gyeongbu Tuyến nhánh Đường cao tốc Honam                                                                                | Daejeon           | Daedeok-gu     |                                                       |
| SA      | Sintanjin SA             | 신탄진휴게소        |             |                  | | Daejeon           | Daedeok-gu     | Hướng đi Yeongdeok                                    |
|         | Sintanjin                | 신탄진              | 4.08        | 103.88           | Quốc lộ 17 (Sintanjin-ro) Sintanjin-ro 681beon-gil                                                                                    | Daejeon           | Daedeok-gu     |                                                       |
| SA      | Jugam SA                 | 죽암휴게소          |             |                  | | Chungcheongbuk-do | Cheongju-si    | Cả hai chiều                                          |
|         | S.Cheongju               | 남청주              | 11.08       | 114.96           | Quốc lộ 17 (Cheongnam-ro) Tỉnh lộ 96 (Yeoncheong-ro·Cheongnam-ro)                                                                     | Chungcheongbuk-do | Cheongju-si    | Trước đây là Cheongwon IC                             |
| 17      | Cheongju JC              | 청주 분기점         | 3.50        | 118.46           | Đường cao tốc Gyeongbu | Chungcheongbuk-do | Cheongju-si    | Trước đây là Cheongwon JC                             |
| SA      | Munui-Cheongnamdae SA    | 문의청남대휴게소    |             |                  | | Chungcheongbuk-do | Cheongju-si    | Cả hai chiều                                          |
| 18      | Munui-Cheongnamdae       | 문의청남대          | 8.10        | 126.56           | Tỉnh lộ 32 (Micheongoeun-ro) | Chungcheongbuk-do | Cheongju-si    | Munui IC cũ                                           |
| 19      | Hoein                    | 회인                | 10.70       | 137.26           | Quốc lộ 25 (Bocheong-daero) | Chungcheongbuk-do | Boeun-gun      |                                                       |
| 20      | Boeun                    | 보은                | 10.82       | 148.08           | Quốc lộ 37 (Đường Okcheon-Boeun) Quốc lộ 19 (Nambu-ro)                                                                                | Chungcheongbuk-do | Boeun-gun      |                                                       |
| 21      | Songnisan                | 속리산              | 5.98        | 154.06           | Quốc lộ 25 (Bocheong-daero) | Chungcheongbuk-do | Boeun-gun      |                                                       |
| SA 21-1 | Songnisan SA Gubyeongsan | 속리산휴게소 구병산 | 7.70        | 187.56           | | Chungcheongbuk-do | Boeun-gun      | Hướng đi Seosan                                       |
| SA      | Hwaseo SA                | 화서휴게소          |             |                  | | Gyeongsangbuk-do  | Sangju-si      | Hướng đi Yeongdeok                                    |
| 22      | Hwaseo                   | 화서                | 8.53        | 196.09           | Quốc lộ 25 (Yeongnamjeil-ro) Tỉnh lộ 49 (Yeongnamjeil-ro)                                                                             | Gyeongsangbuk-do  | Sangju-si      |                                                       |
| 23      | S.Sangju                 | 남상주              | 18.95       | 215.04           | Quốc lộ 3 (Gyeongsang-daero) | Gyeongsangbuk-do  | Sangju-si      |                                                       |
| 24      | Nakdong JC               | 낙동 분기점         | 8.64        | 223.68           | Đường cao tốc Jungbu Naeryuk | Gyeongsangbuk-do  | Sangju-si      |                                                       |
| 25      | Sangju JC                | 상주 분기점         | 3.83        | 227.51           | Đường cao tốc Sangju–Yeongcheon | Gyeongsangbuk-do  | Sangju-si      |                                                       |
| 26      | E.Sangju                 | 동상주              | 2.01        | 229.52           | Quốc lộ 25 (Nakdong-daero) Quốc lộ 59 (Sangjudain-ro·Yeongnamjeil-ro)                                                                 | Gyeongsangbuk-do  | Sangju-si      |                                                       |
| 27      | W.Uiseong                | 서의성              | 10.89       | 240.41           | Quốc lộ 28 (Seobu-ro) | Gyeongsangbuk-do  | Uiseong-gun    |                                                       |
| SA      | Uiseong SA               | 의성휴게소          |             |                  | | Gyeongsangbuk-do  | Uiseong-gun    | Cả hai chiều                                          |
| 28      | Andong JC                | 안동 분기점         | 20.02       | 260.43           | Đường cao tốc Jungang | Gyeongsangbuk-do  | Andong-si      |                                                       |
| 29      | N.Uiseong                | 북의성              | 6.10        | 266.53           | Quốc lộ 5 (Gyeongbuk-daero) Tỉnh lộ 914 (Gyeongbuk-daero)                                                                             | Gyeongsangbuk-do  | Uiseong-gun    |                                                       |
| SA      | Jeomgok SA               | 점곡휴게소          |             |                  | | Gyeongsangbuk-do  | Uiseong-gun    | Cả hai chiều                                          |
| 30      | E.Andong                 | 동안동              | 19.16       | 285.69           | Quốc lộ 35 (Chunghyo-ro) | Gyeongsangbuk-do  | Andong-si      |                                                       |
| SA      | Cheongsong SA            | 청송휴게소          |             |                  | | Gyeongsangbuk-do  | Cheongsong-gun | Cả hai chiều                                          |
| 31      | Cheongsong               | 청송                | 13.15       | 298.84           | Quốc lộ 31 (Cheongsong-ro) | Gyeongsangbuk-do  | Cheongsong-gun |                                                       |
| 32      | E.Cheongsong-Yeongyang   | 동청송영양          | 9.67        | 308.51           | Quốc lộ 34 (Gyeongdong-ro) | Gyeongsangbuk-do  | Cheongsong-gun |                                                       |
| 33      | Yeongdeok JC             | 영덕 분기점         |             |                  | Đường cao tốc Donghae | Gyeongsangbuk-do  | Yeongdeok-gun  | Đang xây dựng                                         |
| TG      | Yeongdeok TG             | 영덕 요금소         |             |                  | | Gyeongsangbuk-do  | Yeongdeok-gun  | Trạm thu phí chính                                    |
| 34      | Yeongdeok                | 영덕                | 26.90       | 335.41           | Quốc lộ 7 (Donghae-daero) | Gyeongsangbuk-do  | Yeongdeok-gun  |                                                       |

## Khu vực đi qua
Chungcheongnam-do
- Seosan-si Daesan-eup -[14] Dangjin-si (Daeho-myeon - Jeongmi-myeon - Sagiso-dong - Myeoncheon-myeon) - Yesan-gun (Bongsan-myeon - Godeok-myeon - Sapgyo-eup - Oga-myeon - Eungbong-myeon - Daeheung-myeon - Sanyang-myeon) - Gongju-si (Yugu-eup - Sinpung-myeon - Sagok-myeon - Useong-myeon - Wolmi-dong - Useong-myeon - Uidang-myeon)

Sejong
- Janggun-myeon - Yeongi-myeon

Chungcheongnam-do
- Gongju Banpo-myeon

Sejong
- Geumnam-myeon

Daejeon
- Yuseong-gu (Ansan-dong - Oesam-dong - Banseok-dong - Oesam-dong - Hagi-dong - Jaun-dong - Jang-dong - Banghyeon-dong - Hwaam-dong - Gwanpyeong-dong - Yongsan-dong - Tamnip-dong - Jeonmin-dong) - Daedeok-gu (Sindae-dong - Wa-dong - Sangseo-dong - Deokam-dong - Moksang-dong - Seokbong-dong)

Chungcheongbuk-do
- Cheongju-si Seowon-gu (Hyeondo-myeon - Nami-myeon) - Cheongju-si Sangdang-gu (Munui-myeon - Gadeok-myeon) - Boeun-gun (Hoein-myeon - Suhan-myeon - Boeun-eup - Tanbu-myeon - Jangan-myeon - Maro-myeon)

Gyeongsangnam-do
- Sangju-si (Hwanam-myeon - Hwaseo-myeon - Naeseo-myeon - Oenam-myeon - Gaeun-dong - Gajang-dong - Yangchon-dong - Jicheon-dong - Odae-dong - Geodong-dong - Nakdong-myeon) - Uiseong-gun (Danmil-myeon - Danbuk-myeon - Angye-myeon - Ansa-myeon - Anpyeong-myeon) - Andong-si Iljik-myeon - Uiseong-gun (Danchon-myeon - Jeomgok-myeon - Oksan-myeon) -Andong-si Gilan-myeon - Cheongsong-gun (Pacheon-myeon - Jinbo-myeon) - Yeongdeok-gun (Jipum-myeon - Dalsan-myeon - Ganggu-myeon - Yeongdeok-eup)

## Kiểm soát tốc độ
- Đoạn Yesan SA ~ Yesan-Sudeoksa IC (6.6 km theo hướng Seosan)[15]
- Hầm Jipum 8 ~ Hầm Yeongdeok: 10.2 km theo cả 2 hướng (Thực hiện ngày 26 tháng 12 năm 2016)
- Cầu Dongjeong ~ Cầu Munui (Munui-Cheongnamdae IC): 15.2 km theo cả 2 hướng
- Năm 2020 Hwaseo IC ~ S.Sangju IC: 19 km theo cả 2 hướng
- Năm 2022 Boeun IC ~ Hầm Naeseo 3: 35.7 km theo cả 2 hướng